# ORM
ORM, står för objekt-relationell mappning (en: object-relational mapping), är ett objektorienterat system som konverterar databastabeller till klasser, tabellrader till objekt, samt celler till objekt-attribut. Active Record (Rails) är ett exempel på ett ORM-lager.